# Fejervarya moodiei
Espèce
Synonymes
- Rana moodiei Taylor, 1920

Statut de conservation UICN

 DD  : Données insuffisantes
Fejervarya moodiei est une espèce d'amphibiens de la famille des Dicroglossidae.

## Répartition
Cette espèce se rencontre aux Philippines, en Chine à Hainan, en Thaïlande et en Inde en Orissa.

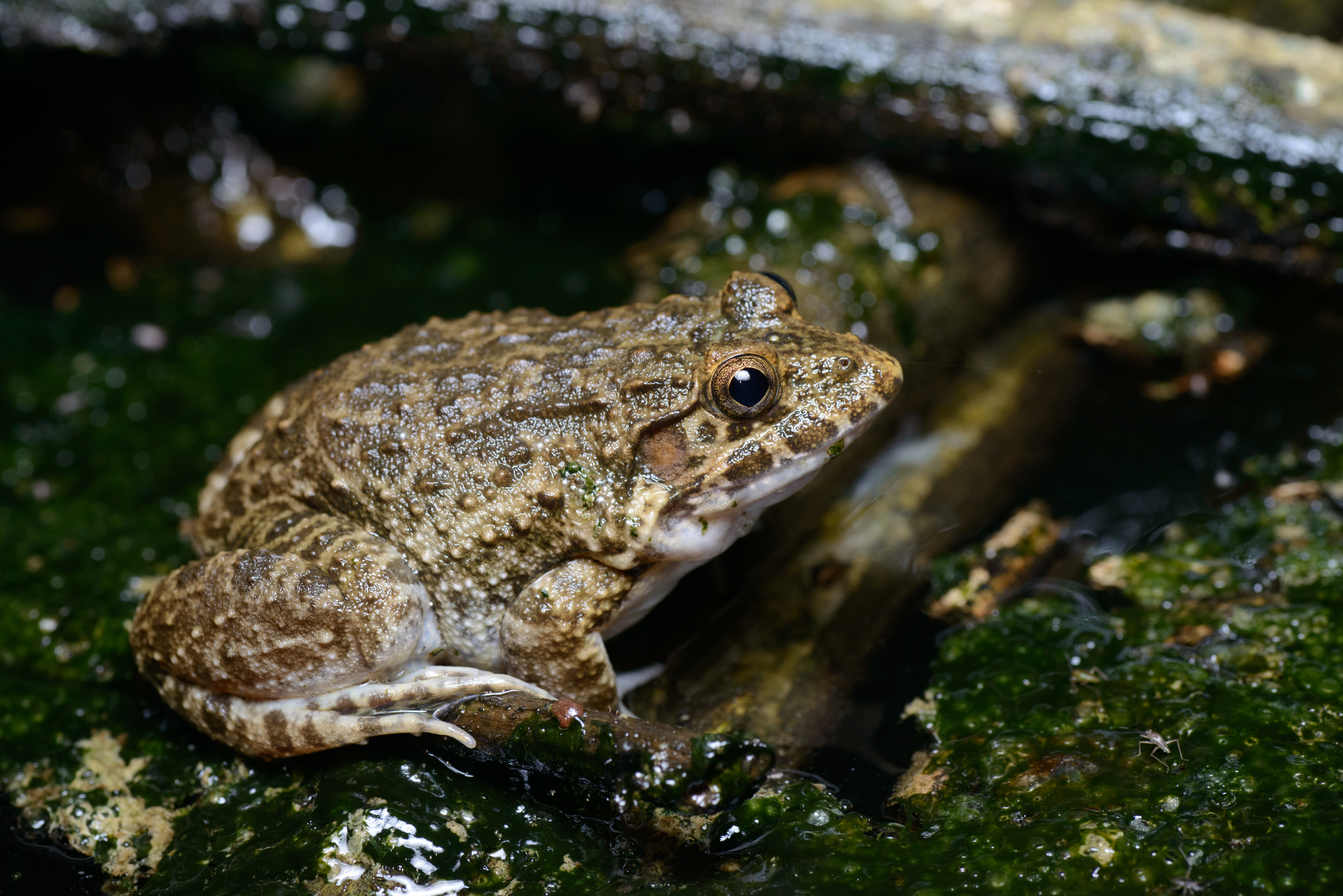
Fervarya moodiei, parc national de Khao Sam Roi Yot, Thaïlande

Sa présence est incertaine en Birmanie, au Cambodge, au Laos et au Viêt Nam.

## Étymologie
Cette espèce est nommée en l'honneur de Roy Lee Moodie.

## Publication originale
- Taylor, 1920 : Philippine Amphibia. Philippine Journal of Science, vol. 16, p. 213–359 (texte intégral).